# Vanitasborden
De Vanitasborden (1994) is een artistiek kunstwerk in Amsterdam-Oost.
Kunstenaar Peter Baren liet zich voor dit werk inspireren door het schilderij Vanitas van Adriaen van Nieulandt dat zich in de collectie bevindt van het Frans Halsmuseum te Haarlem. Van Nieulandt gaf de zinloosheid van ijdelheid aan binnen het leven van de mens. Baren splitste op acht borden aangebrachte kernwoorden in een deel verleden (groen) en toekomst (paars). Alhoewel alle borden zijn verbonden door een hemelwaterafvoersysteem moeten de schijven in een bepaalde volgorde bekeken worden; eerst de linker kolom van boven naar beneden en daarna de rechter kolom van beneden naar boven. De acht karakteristieken van wieg naar graf:
- Extase, gebaseerd op een Noord-Amerikaanse pueblo
- Prenatal,  een foto van een echo tijdens zwangerschap
- Handen van Jezus, waarbij geciteerd wordt uit Handen van Jezus van Albrecht Dürer
- Echt paar, een kindertekening van een echtpaar
- Stil leven, een vaag silhouet
- Menselijke conditie, een spookmens
- Hiernamaals, weergave van een Australische grottekening
- Astrale mens, een abstract pueblomotief, dat zich heeft losgemaakt van de rest

Bijkomend effect wordt bereikt doordat de ogen van de mens er opgericht zijn van links naar rechts te lezen, in dit geval dus afwisseling tussen verleden en toekomst. De tekst leest dan als volgt: "Ecquis sunt aliud quam brevi gaudium?" (Zijn er wel andere dingen behalve een kort moment van vreugde?). Het geheel geeft door de verbinding van deels zinloze regenpijpen de indruk van een levensboom. De vorm van borden verwijst weer naar het schilderij "Bellenblazers" van Esaias Boursse (de mens is een luchtbel). De verzameling bevindt zich op de toerit van Open Hof.
Het kunstwerk bevindt zich op een gevel van het verzorgingscentrum Open Hof aan de Fahrenheitstraat, De Wetbuurt, Amsterdam. Tegenover deze moderne kunst staat het beeld Dikke vrindjes, een klassiek beeldhouwwerk van Taeke Friso de Jong, slechts negen jaar ouder.
Het kunstwerk is een vervolgopdracht; een jaar eerder kreeg Baren een opdracht voor een kunstwerk in het Slotervaartziekenhuis, waarvan na het faillissement onduidelijk is of het kunstwerk nog bestaat.

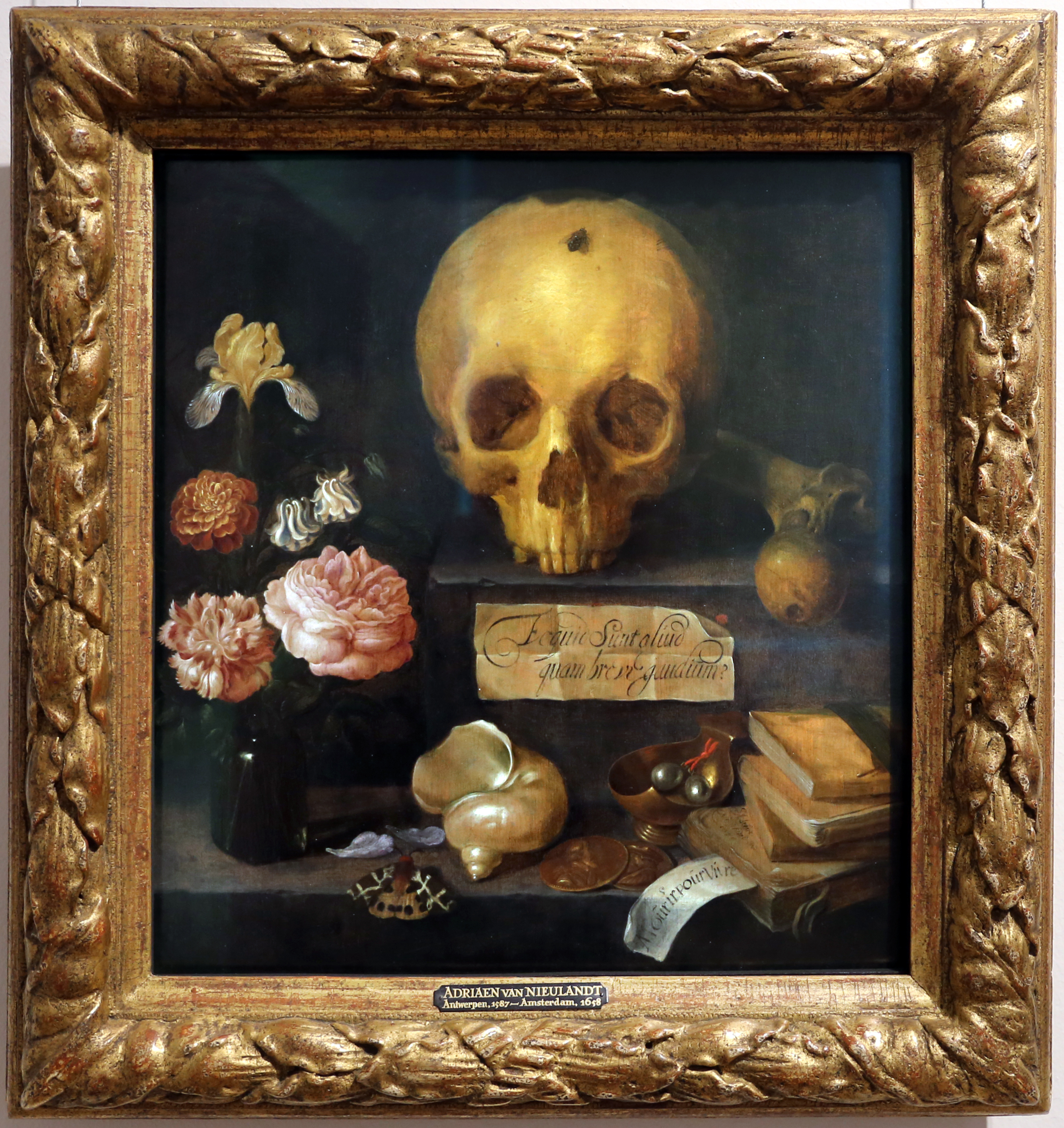
Vanitas van Nieulandt

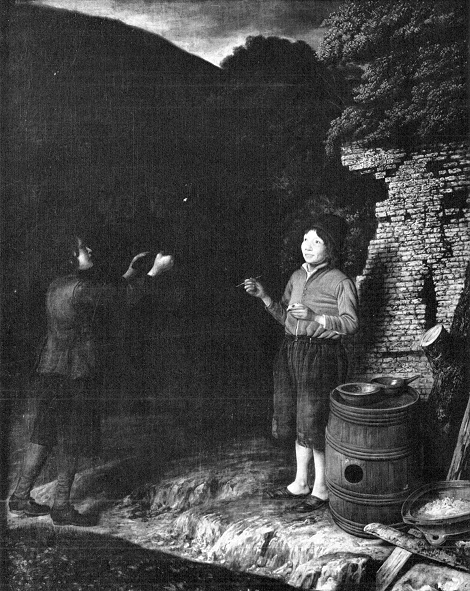
Bellenblazers van Boursse